# 124845 Clinteastwood
124845 Clinteastwood è un asteroide della fascia principale. Scoperto nel 2001, presenta un'orbita caratterizzata da un semiasse maggiore pari a 2,2933816 au e da un'eccentricità di 0,1631005, inclinata di 5,03285° rispetto all'eclittica. 
L'asteroide è dedicato all'attore statunitense Clint Eastwood.